# كارلوس رودريغيز ايبارا
كارلوس رودريغيز ايبارا (7 مايو 1983 كولومبيا - ) هو لاعب كرة قدم كولومبي، يلعب كحارس مرمى.